# Arroyo Palo Seco
Arroyo Palo Seco é uma junta de governo da província de Entre Ríos, na Argentina.